# Simopteryx gaurusaria
Simopteryx gaurusaria är en fjärilsart som beskrevs av Walker 1860. Simopteryx gaurusaria ingår i släktet Simopteryx och familjen mätare. Inga underarter finns listade i Catalogue of Life.